# Barbara Feldon
Barbara Feldon, född Barbara Anne Hall 12 mars 1933 i Butler, Pennsylvania, är en amerikansk fotomodell och skådespelerska.

## Roller i urval
- 1965 – Mannen från UNCLE (TV-serie) (1 avsnitt)
- 1965–1970 – Smart (TV-serie) (138 avsnitt)
- 1967 – Fitzwilly i varuhusligan
- 1967–1968 – Rowan & Martin's Laugh-In (TV-serie) (5 avsnitt)
- 1968–1972 – The Dean Martin Show (TV-serie) (5 avsnitt)
- 1976 – Bland bovar och banditer
- 1989 – Agent 86 Smart (TV-film)
- 1991 – Skål (TV-serie) (1 avsnitt)
- 1993 – Galen i dig (TV-serie) (1 avsnitt)
- 1995 – Get Smart (TV-serie) (5 avsnitt)